# Racham
Racham (arab. رخم) – wieś w Syrii, w muhafazie Dara. W 2004 roku liczyła 547 mieszkańców.